# Matteo di Giovanni

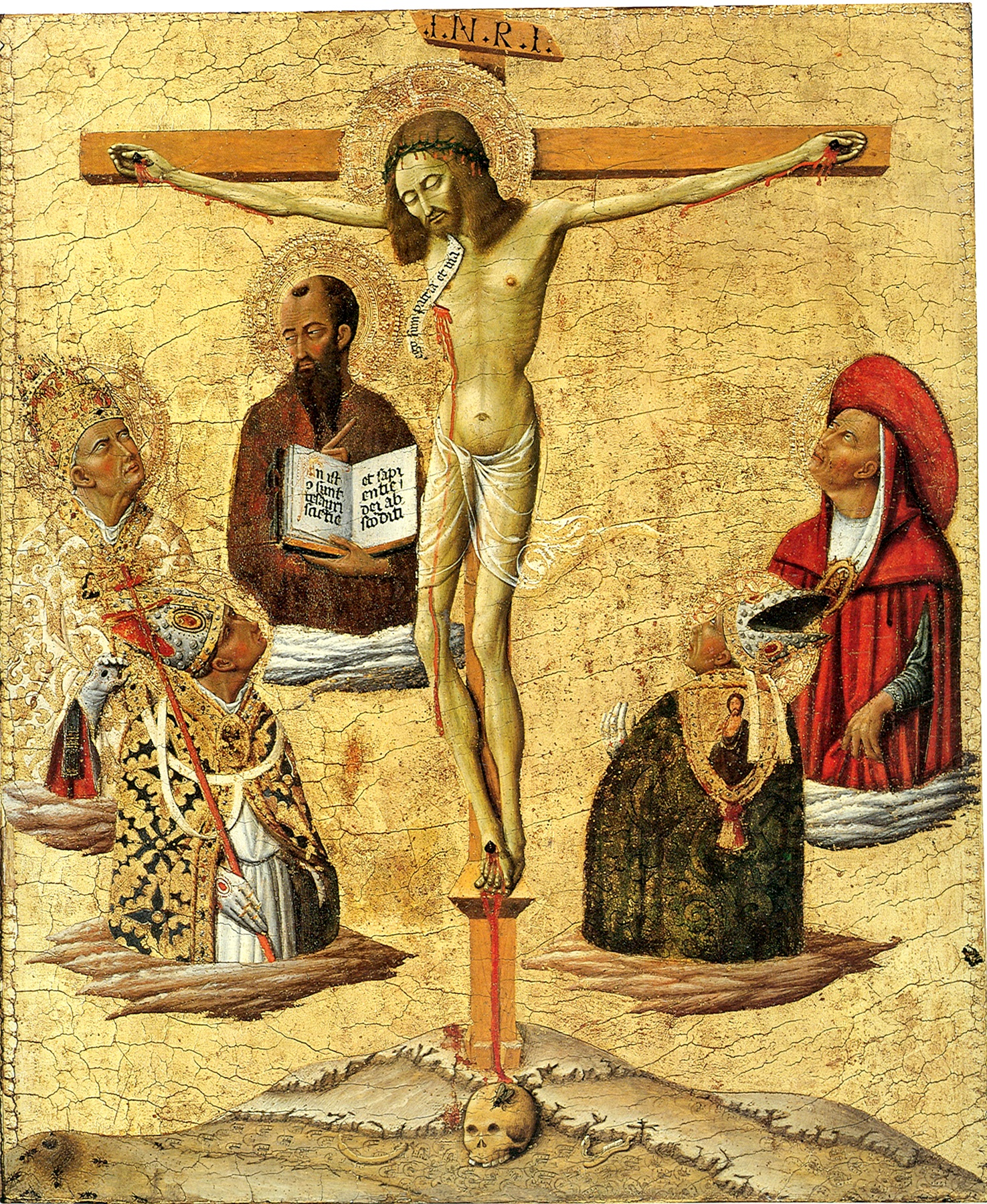
Crocifissione mistica di Matteo di Giovanni (1450 circa), Princeton University Art Museum

Matteo di Giovanni di Bartolo, conosciuto anche come Matteo da Siena (Borgo Sansepolcro, 1428 circa – Siena, 1495), è stato un pittore italiano del rinascimento.

## Biografia
Attivo a Siena intorno al 1452, ne è nota l'amicizia con Giovanni di Pietro fratello del Vecchietta e poco dopo ne è attestata la presenza a Borgo San Sepolcro per il completamento del polittico di Piero della Francesca. Al primo periodo giovanile appartengono un polittico, ora nel Museo di Asciano e due tavole dipinte per il Duomo di Pienza in cui manifesta la conoscenza della visione cromatica e compositiva di Antonio del Pollaiolo e Liberale da Verona.
Tra il 1460 e il '70, il periodo più fecondo dell'artista, sono attestate diverse opere per le chiese senesi. Nella piena maturità si dedicherà ad una pittura quasi miniata, anche di piccolo formato, influenzata dall'opera di Sano di Pietro.
In tarda età la composizione sfuggirà al rigore spaziale per dilatarsi in spazi quasi astratti caratterizzati da una dilatazione volumetrica.
Fu maestro di Guidoccio Cozzarelli.

## Opere
- Pala dei Santi Pietro e Paolo, 1455-1464, Sansepolcro, Museo civico di Sansepolcro
- Annunciazione con i santi Bernardino e Giovani Battista (Pala di san Pietro a Ovile), 1455-1464, Siena, Oratorio di san Bernardino*
- Madonna col Bambino tra i santi Girolamo e Giovanni Battista, 1476, Siena, Basilica di san Domenico
- Santa Barbara con le sante Maria Maddalena e Caterina d'Alessandria con cimasa raffigurante l'Epifania, 1479, Siena, Basilica di san Domenico
- Pietà tra i santi Michele e Maddalena, ca 1490, Siena, Basilica di san Domenico
- Assunzione della Vergine, 1474, Londra, National Gallery
- Sant'Agostino e San Michele Arcangelo, 1474, Asciano, Palazzo Corboli-Museo d'arte sacra.[2]
- Madonna della neve, 1477, Siena, Chiesa di Santa Maria delle Nevi. Viene considerata il suo capolavoro.
- Madonna col Bambino con santi ed angeli, 1477-82, Siena, Oratorio di san Bernardino
- Strage degli Innocenti e Madonna col Bambino, Santi e committenti, 1491, Siena, Basilica di San Clemente in Santa Maria dei Servi
- Madonna con Bambino e santi, fine XV secolo, La Spezia, Museo civico Amedeo Lia
- Madonna con Bambino con sant'Antonio da Padova e san Nicola da Tolentino, fine XV secolo, Cincinnati Art Museum[3]
- Strage degli Innocenti, 1480 circa, Napoli, Museo di Capodimonte
- Strage degli Innocenti, datata e firmata 1482, Siena, Museo di Santa Maria della Scala
- Madonna col Bambino tra i santi Caterina e Cristoforo, 1490 circa, Mosca, Museo Puškin delle belle arti
- Cristo nel Sepolcro, data?, Siena, Oratorio di san Bernardino
- Madonna col Bambino, data?, Siena, Palazzo Pubblico, Sala dei Cardinali